# Marly-la-Ville
Marly-la-Ville ist eine französische Gemeinde mit 5852 Einwohnern (Stand: 1. Januar 2022) im Département Val-d’Oise der Region Île-de-France; sie gehört zum Arrondissement Sarcelles und zum Kanton Goussainville. Die Einwohner werden Marlysien(ne)s genannt.

## Geographie
Marly-la-Ville liegt etwa 30 Kilometer nordnordöstlich von Paris. Umgeben wird Marly-la-Ville von den Nachbargemeinden Fosses im Norden, Saint-Witz im Osten, Villeron im Südosten, Louvres im Süden, Puiseaux-en-France im Südwesten und Bellefontaine im Westen.
Marly-la-Ville liegt an der Bahnstrecke Paris–Lille.

## Bevölkerungsentwicklung
| Jahr      | 1962 | 1968 | 1975 | 1982 | 1990 | 1999 | 2006 | 2011 |
| Einwohner | 1466 | 1987 | 2419 | 5078 | 5128 | 5696 | 5567 | 5502 |

## Sehenswürdigkeiten
- Kirche Saint-Étienne, erbaut Ende des 12. Jahrhunderts, Monument historique seit 1933
- Châteaux les Jumeaux, Wassertürme am Ortseingang

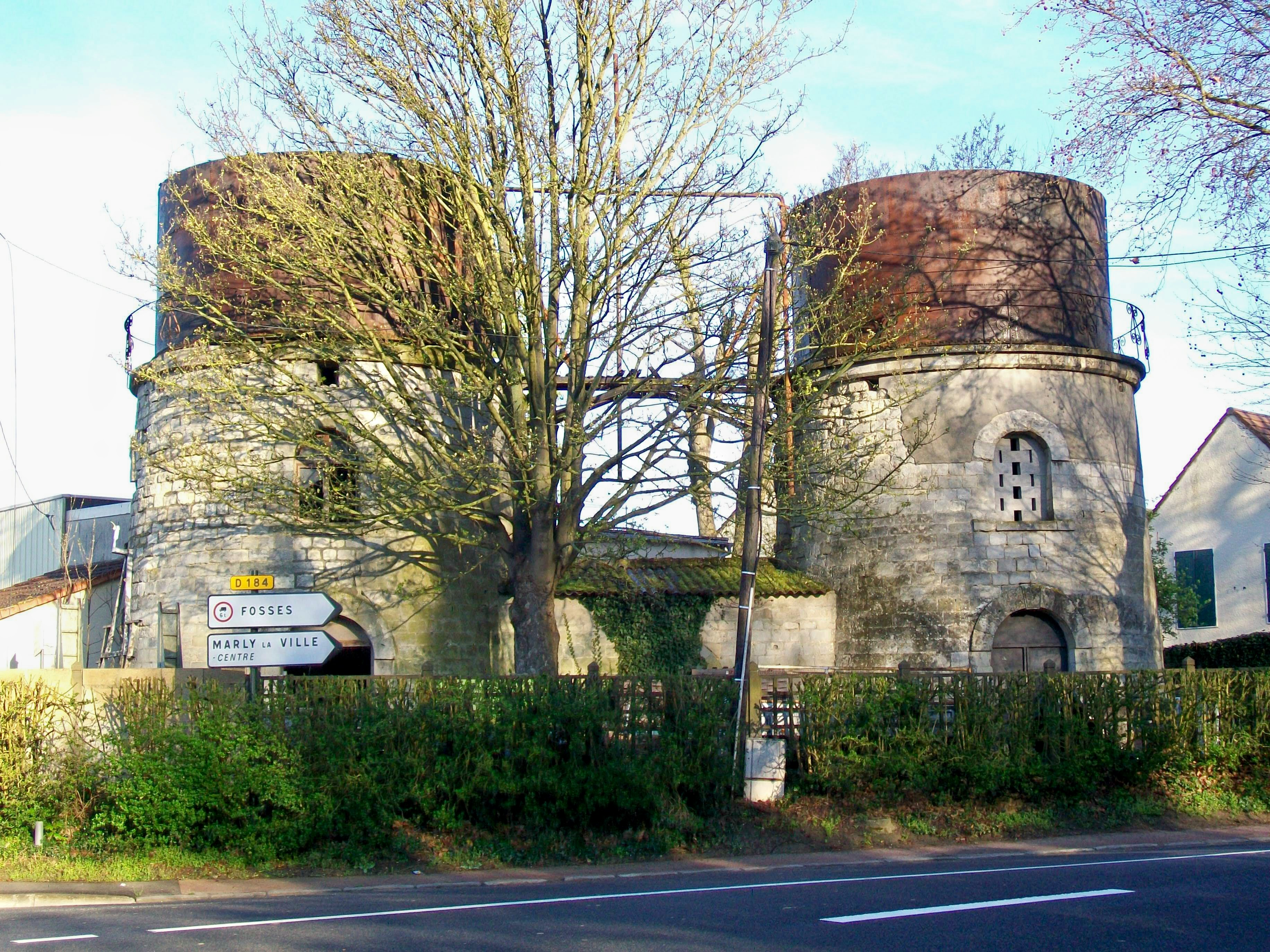
Wassertürme am Ortseingang von Marly

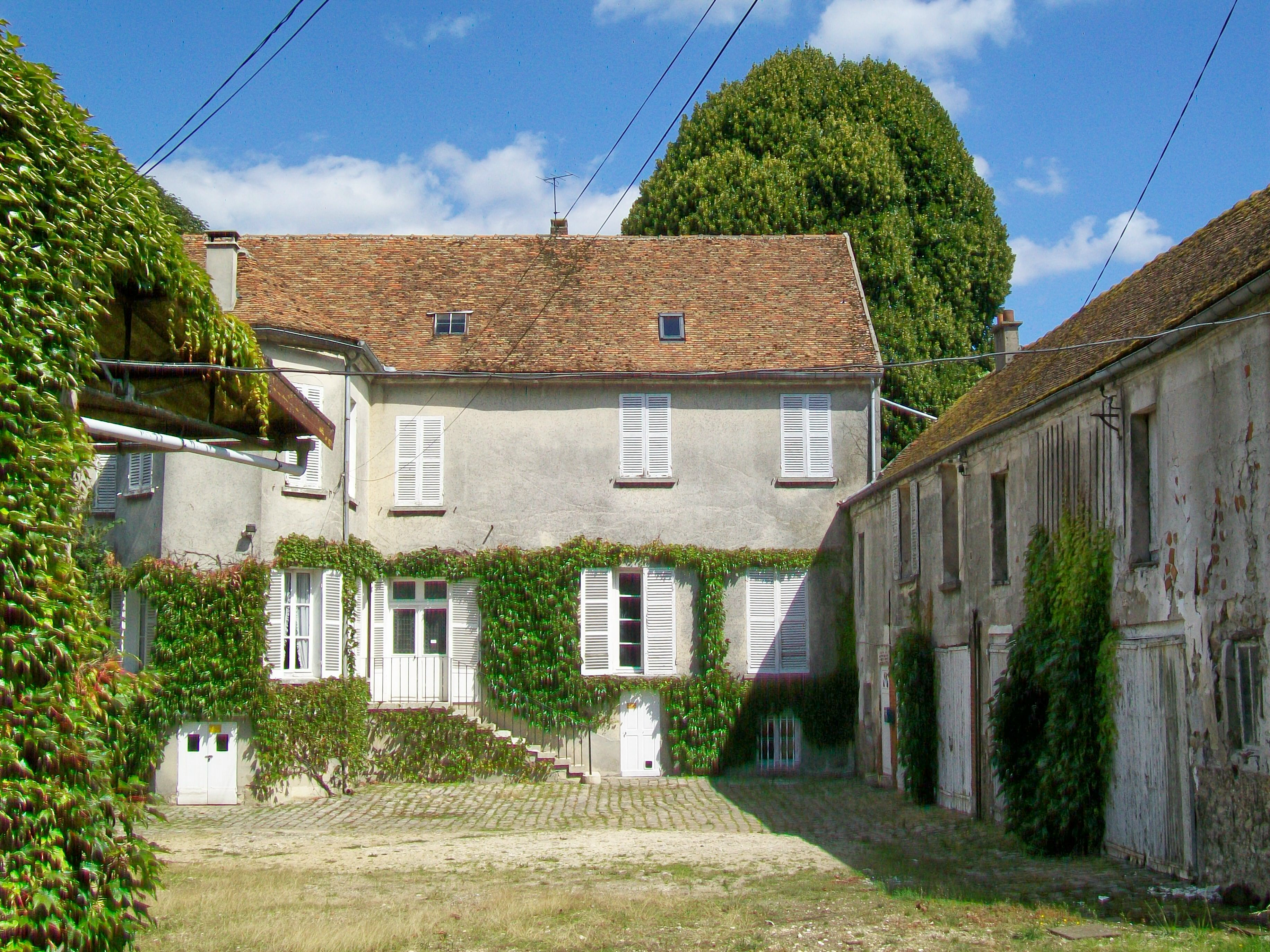
Landgut

- Landgut

- Rathaus

## Persönlichkeiten
- Thomas-François Dalibard (1709–1799), Naturwissenschaftler, forschte in Marly-la-Ville zur Elektrizität (Blitzableiter)
- Émile Bin (1825–1897), Maler und Politiker

## Weblinks

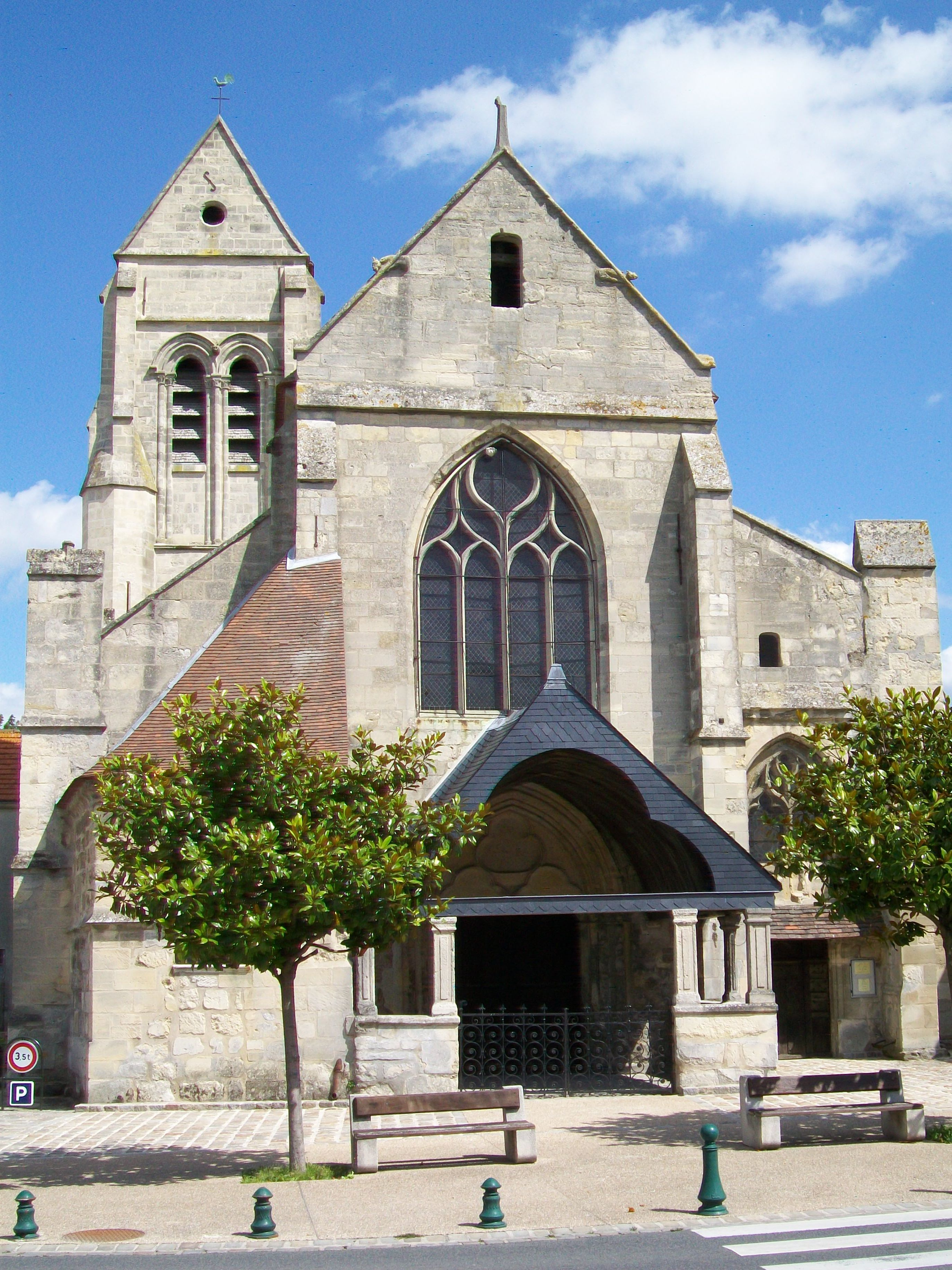
Kirche Saint-Étienne